# Sypna dubitaria
Sypna dubitaria är en fjärilsart som beskrevs av Walker 1865. Sypna dubitaria ingår i släktet Sypna och familjen nattflyn. Inga underarter finns listade i Catalogue of Life.